# Red Butte
Red Butte és una concentració de població designada pel cens dels Estats Units a l'estat de Wyoming. Segons el cens del 2000 tenia 439 habitants.

## Demografia
Segons el cens del 2000, Red Butte tenia 439 habitants, 160 habitatges, i 134 famílies. La densitat de població era de 360,6 habitants/km².
Dels 160 habitatges en un 36,3% hi vivien nens de menys de 18 anys, en un 75,6% hi vivien parelles casades, en un 3,8% dones solteres, i en un 16,3% no eren unitats familiars. En el 13,1% dels habitatges hi vivien persones soles el 6,3% de les quals corresponia a persones de 65 anys o més que vivien soles. El nombre mitjà de persones vivint en cada habitatge era de 2,74 i el nombre mitjà de persones que vivien en cada família era de 3,01.
Per edats la població es repartia de la següent manera: un 26,9% tenia menys de 18 anys, un 4,8% entre 18 i 24, un 24,1% entre 25 i 44, un 31,9% de 45 a 60 i un 12,3% 65 anys o més.
L'edat mediana era de 43 anys. Per cada 100 dones de 18 o més anys hi havia 108,4 homes.
La renda mediana per habitatge era de 70.350 $ i la renda mediana per família de 71.500 $. Els homes tenien una renda mediana de 36.500 $ mentre que les dones 32.321 $. La renda per capita de la població era de 26.751 $. Cap de les famílies estaven per davall del llindar de pobresa.

## Poblacions més properes
El següent diagrama mostra les poblacions més properes.